# Terrain de golf de Meis (Pontevedra)
Le terrain de golf de Meis est un parcours de golf de 18 trous, situé à Silván da Armenteira, dans la commune de Meis dans la province de Pontevedra en Espagne. Conçu par Antonio Grande, il a été inauguré le 17 mai 2000. Il est géré par la Fondation Monte Castrove et se trouve à 14 km de Pontevedra.

## Parcours
- Barres blanches / 6203 m Par 72, pente = 132, classement = 73,4
- Barres jaunes / 6034 m Par 72, pente = 130, classement = 72,5
- Barres bleues / 5525 m Par 72, pente = 135, classement = 75,5
- Barres rouges / 5337 m Par 72, pente = 133, classement = 74,3